# Allie Grant
Allie Grant (ur. 14 lutego 1994 w Tupelo) – amerykańska aktorka.

## Życiorys
Allie Grant urodziła się 14 lutego 1994 roku w Tupelo, od dziecka chciała być aktorką. W wieku 10 lat znalazła się w obsadzie „Trawki” jako Isabella Hodes, występowała przez 5 sezonów. W 2007 i 2009 roku była nominowana do nagrody zbiorowej dla najlepszego zespołu aktorskiego w serialu komediowym. W 2009 roku Grant zadebiutowała w The Chandler Theater Studio rolą w sztuce „How I Learned to Drive”.

## Filmografia
Filmy:
- 2009 Fanboys jako Lider Rogue / Kimmy
- 2010 The Runaways: Prawdziwa historia  (The Runaways) jako Dziewczyna w klubie
- 2012 Trafiony piorunem (Struck by Lightning) jako Remy Baker
- 2012 Bang Bang Baby jako Stepphy
- 2014 In a Dark Place

Seriale:
- 2003–2007 Świat Raven (That's So Raven) jako Carly (gościnnie)
- 2005–2008 Nie ma to jak hotel (The Suite Life of Zack and Cody) jako Agnes (gościnnie)
- 2005–2012 Trawka (Weeds) jako Isabelle Hodes
- 2007–2013 Prywatna praktyka (Private Practice) jako Julia (gościnnie)
- 2011–2014 Podmiejski czyściec (Suburgatory) jako Lisa Shay